# Махаринцы (Винницкая область)
Маха́ринцы (укр. Махаринці) — село на Украине, находится в Казатинском районе Винницкой области.
Код КОАТУУ — 0521484803. Население по переписи 2001 года составляет 1844 человека. Почтовый индекс — 22141. Телефонный код — 4342.
Занимает площадь 3,82 км².
В селе действует храм Успения Пресвятой Богородицы Казатинского благочиния Винницкой епархии Украинской православной церкви.

## История
В 1946 году указом ПВС УССР село Волохские Махаринцы переименовано в Махаринцы.

## Адрес местного совета
22141, Винницкая область, Казатинский р-н, с. Махаринцы, ул. Ленина, 50